# Nati nel 1669
| Questa pagina contiene informazioni ricavate automaticamente dalle voci biografiche con l'ausilio del template Bio e di un bot. L'aggiornamento è periodico e automatico e ricostruisce completamente la pagina. Se manca una persona in questa lista, sei pregato di non aggiungerla, ma accertati piuttosto che la sua voce biografica contenga il template Bio e che i dati anagrafici siano correttamente compilati. Se il template Bio manca, inseriscilo tu stesso o, in alternativa, metti l'avviso {{tmp\|Bio}} che ne segnala la mancanza. Se i dati riportati sono sbagliati, correggi direttamente la voce biografica; le modifiche saranno visibili in questa lista entro pochi giorni. Per chiarimenti vedi il progetto biografie. La lista contiene solo le 75 persone che sono citate nell'enciclopedia e per le quali è stato implementato correttamente il template Bio. Pagina aggiornata al 18 lug 2025. |

## Gennaio(7)
- 6 gennaio - Isabella Luisa di Braganza, principessa portoghese († 1690)
- 7 gennaio - Giovanni Antonio II di Eggenberg, nobile boemo († 1716)
- 10 gennaio - Alessandro Pascoli, scrittore, filosofo e medico italiano († 1757)
- 18 gennaio - Maria Antonia d'Austria († 1692)
- 20 gennaio - Susanna Wesley, religiosa britannica († 1742)
- 22 gennaio - Francesco Muttoni, architetto italiano († 1747)
- 27 gennaio - Tiberio Carafa, militare e letterato italiano († 1742)

## Febbraio(4)
- 2 febbraio - Louis Marchand, organista e compositore francese († 1732)
- 4 febbraio - Raymund Ferdinand von Rabatta, vescovo cattolico tedesco († 1722)
- 6 febbraio - Vincenzo Bacallar, ufficiale, storico e linguista spagnolo († 1726)
- 7 febbraio - Johann Konrad Ammann, medico svizzero († 1724)

## Marzo(4)
- 7 marzo - Aloys Thomas Raimund von Harrach, politico e diplomatico austriaco († 1742)
- 21 marzo - Alamanno Salviati, cardinale italiano († 1733)
- 23 marzo - Faustino Giuseppe Griffoni, vescovo cattolico italiano († 1730)
- 23 marzo - Filippo Tipaldi, vescovo cattolico italiano († 1748)

## Aprile(3)
- 1º aprile - Carlo Bossi, vescovo cattolico italiano († 1753)
- 16 aprile - Joseph Balthasar Hochreither, organista e compositore austriaco († 1731)
- 28 aprile - Aurora Sanseverino, nobildonna, poetessa e mecenate italiana († 1726)

## Maggio(7)
- 5 maggio - Federica Elisabetta di Sassonia-Eisenach, principessa († 1730)
- 6 maggio - Francesco Antonio Finy, cardinale e arcivescovo cattolico italiano († 1743)
- 8 maggio - Hercule Mériadec de Rohan-Soubise, nobile francese († 1749)
- 14 maggio - Pietro Priuli, cardinale e vescovo cattolico italiano († 1728)
- 19 maggio - Filippo Guglielmo di Brandeburgo-Schwedt, nobile († 1711)
- 23 maggio - Johann Wenzel von Gallas, militare e diplomatico austriaco († 1719)
- 26 maggio - Sébastien Vaillant, botanico francese († 1722)

## Giugno(2)
- 18 giugno - Maria Maddalena Musi, soprano italiano († 1751)
- 28 giugno - Lebrecht di Anhalt-Zeitz-Hoym, principe tedesco († 1727)

## Agosto(3)
- 8 agosto - Alberto Ernesto II di Oettingen-Oettingen, nobile tedesco († 1731)
- 9 agosto - Evdokija Fëdorovna Lopuchina, russa († 1731)
- 27 agosto - Anna Maria di Borbone-Orléans, principessa francese († 1728)

## Settembre(4)
- 1º settembre - Muzio de' Vecchi, vescovo cattolico italiano († 1724)
- 17 settembre - Pierre Dulin, pittore francese († 1748)
- 19 settembre - Enrichetta Cristina di Brunswick-Wolfenbüttel, duchessa († 1753)
- 21 settembre - Pietro Ercole Fava, pittore italiano († 1744)

## Ottobre(5)
- 9 ottobre - Gisella Agnese von Rath, principessa († 1740)
- 10 ottobre - Johann Nicolaus Bach, organista e compositore tedesco († 1753)
- 19 ottobre - Angelo d'Acri, presbitero italiano († 1739)
- 19 ottobre - Wirich Philipp von Daun, generale austriaco († 1741)
- 21 ottobre - Giovambattista Casotti, religioso e storico italiano († 1736)

## Novembre(6)
- 5 novembre - Leonhard Christoph Sturm, architetto tedesco († 1719)
- 8 novembre - Matteo Bonechi, pittore italiano († 1756)
- 9 novembre - Friedrich Christian Seifert von Edelsheim, politico, scrittore e poeta tedesco († 1721)
- 23 novembre - Cesare Antonio Vergara, numismatico italiano († 1716)
- 27 novembre - Karol Stanisław Radziwiłł, nobile e politico polacco († 1719)
- 27 novembre - Giovanni Battista d'Embser, militare austriaco († 1733)

## Dicembre(6)
- 1º dicembre - Claude Le Blanc, politico e nobile francese († 1728)
- 8 dicembre - Jan Pieter van Baurscheit il Vecchio, scultore e architetto tedesco († 1728)
- 16 dicembre - Joseph Anne Marie de Moyriac de Mailla, gesuita, missionario e storico francese († 1748)
- 17 dicembre - Friedrich Wilhelm von Dossow, generale prussiano († 1758)
- 20 dicembre - Carlotta Maria di Sassonia-Jena, principessa († 1703)
- 21 dicembre - Francesco Onorato di Monaco, arcivescovo cattolico francese († 1748)

## Senza giorno specificato(24)
- Tommaso Alghisi, medico italiano († 1713)
- Basil Beaumont, ammiraglio britannico († 1703)
- Cesare Benvenuti, filosofo e teologo italiano († 1746)
- Charles Boyle, II conte di Burlington, nobile e politico inglese († 1704)
- Giovanni Antonio Cappello, pittore italiano († 1741)
- Carlo Francesco Dotti, architetto italiano († 1759)
- Antonio Filocamo, pittore italiano († 1743)
- Giorgio Gentili, compositore e violinista italiano († 1737)
- Giorgio di Assia-Darmstadt, generale tedesco († 1705)
- Lucy Herbert, nobile, religiosa e scrittrice britannica († 1744)
- Charles Howard, III conte di Carlisle, nobile e politico inglese († 1738)
- Francisco Hurtado Izquierdo, architetto spagnolo († 1725)
- William Keith, politico e funzionario scozzese († 1749)
- Zheng Keshuang, re († 1707)
- Bartolomeo Litterini, pittore italiano († 1748)
- Domenico Lusverg, artigiano e progettista italiano († 1744)
- Giovanni Murari, pittore italiano
- Luigi Nogarola, poeta e librettista italiano († 1715)
- Isabel Zacarías Ponce de León y Alencastre, nobildonna spagnola († 1721)
- James Pound, astronomo inglese († 1724)
- Fabio Sebastiano Santoro, presbitero e musicista italiano († 1729)
- Gioacchino Vitagliano, scultore italiano († 1739)
- Jacob Benignus Winslow, anatomista danese († 1760)
- Pëtr Pavlovič Šafirov, politico, diplomatico e nobile russo († 1739)